# Szihat al-Hamra
Szihat al-Hamra (arab. شيحة الحمراء) – wieś w Syrii, w muhafazie Hama. W 2004 roku liczyła 741 mieszkańców.